# Paverækken
Dette er en liste over paver, den romersk-katolske kirkes overhoved. Paverækken strækker sig tilbage til apostlen Peter.

## 1. årtusinde

### 1. århundrede
| Nr. | Pontifikat                                         | Portræt | Pavenavn                                            | Fødenavn                 | Fødested                     |
| --- | -------------------------------------------------- | ------- | --------------------------------------------------- | ------------------------ | ---------------------------- |
| 1   | 30–33 – 64–68                                      |         | Sankt Peter Sanctus PETRVS                          | Šimon Kêpâ (Simon Peter) | Ca. 1 Betsajda, Romerriget   |
| 2   | 64–68 – 76–79                                      |         | Sankt Linus Papa LINVS                              | Linus                    | Ca. 10 Volterra, Romerriget  |
| 3   | 76–79 – 88–91                                      |         | Sankt Anakletus 1. (Kletus) Papa ANACLETVS (CLETVS) | Anáklētos (eller Klḗtos) | Ca. 25 Athen, Romerriget     |
| 4   | 26. april 88 – 23. november 99 (11 år, 211 dage)   |         | Sankt Klemens 1. Papa CLEMENS                       | Clemens                  | Ca. 35 Rom, Romerriget       |
| 5   | 23. november 99 – 27. oktober 105 (5 år, 338 dage) |         | Sankt Evaristus Papa EVARISTVS                      | Euáristos                | Ca. 30 Bethlehem, Romerriget |

### 2. århundrede
| Nr. | Pontifikat                                        | Portræt | Pavenavn                          | Fødenavn                       | Fødested                               |
| --- | ------------------------------------------------- | ------- | --------------------------------- | ------------------------------ | -------------------------------------- |
| 6   | 27. oktober 105 – 3. maj 115 (9 år, 188 dage)     |         | Sankt Alexander 1. Papa ALEXANDER | Alexander                      | Ca. 75 Rom, Romerriget                 |
| 7   | 3. maj 115 – 3. april 125 (9 år, 335 dage)        |         | Sankt Sixtus 1. Papa XYSTVS       | Xustós (eller Síxtos)          | 42 Rom, Romerriget                     |
| 8   | 3. april 125 – 5. januar 136 (10 år, 277 dage)    |         | Sankt Telesforus Papa TELESPHORVS | Telesphóros                    | Ca. 67 Terranova da Sibari, Romerriget |
| 9   | 5. januar 136 – 11. januar 140 (4 år, 6 dage)     |         | Sankt Hyginus Papa HYGINVS        | Hugînos                        | Ca. 74 Athen, Romerriget               |
| 10  | 11. januar 140 – 11. juli 155 (15 år, 181 dage)   |         | Sankt Pius 1. Papa PIVS           | Pius                           | Ca. 81 Aquileia, Romerriget            |
| 11  | 11. juli 155 – 20. april 166 (10 år, 283 dage)    |         | Sankt Anicetus Papa ANICETVS      | Aníkētos                       | Ca. 92 Homs, Romerriget                |
| 12  | 20. april 166 – 22. april 174 (8 år, 2 dage)      |         | Sankt Soter Papa SOTERIVS         | Sōtḗr (eller Sōtḗros)          | Ca. 119 Fondi, Romerriget              |
| 13  | 22. april 174 – 26. maj 189 (15 år, 34 dage)      |         | Sankt Eleuterius Papa ELEVTHERIVS | Eleútheros (eller Eleuthérios) | Ca. 130 Nicopolis, Romerriget          |
| 14  | 26. maj 189 – 28. juli 199 (10 år, 63 dage)       |         | Sankt Viktor 1. Papa VICTOR       | Victor                         | Ca. 155 Africa, Romerriget             |
| 15  | 28. juli 199 – 20. december 217 (18 år, 145 dage) |         | Sankt Zefyrinus Papa ZEPHYRINVS   | Zephyrinus                     | Ca. 160 Rom, Romerriget                |

### 3. århundrede
| Nr. | Pontifikat                                          | Portræt | Pavenavn                             | Fødenavn              | Fødested                                | Noter                                                    |
| --- | --------------------------------------------------- | ------- | ------------------------------------ | --------------------- | --------------------------------------- | -------------------------------------------------------- |
| 16  | 20. december 217 – 14. oktober 222 (4 år, 298 dage) |         | Sankt Callistus 1. Papa CALLIXTVS    | Kallístos             | Ca. 155 Rom, Romerriget                 |                                                          |
| —   | 217 – 235 (18 år, 0 dage)                           |         | Sankt Hippolyt Antipapa HIPPOLYTVS   | Hippólytos            | Ca. 170 Asia, Romerriget                | Modpave til Callistus 1., Urban 1. og Pontian.           |
| 17  | 14. oktober 222 – 23. maj 230 (7 år, 221 dage)      |         | Sankt Urban 1. Papa VRBANVS          | Urbanus               | Ca. 175 Rom, Romerriget                 |                                                          |
| 18  | 21. august 230 – 28. september 235 (5 år, 38 dage)  |         | Sankt Pontian Papa PONTIANVS         | Pontianus             | Ca. 175 Rom, Romerriget                 |                                                          |
| 19  | 21. november 235 – 3. januar 236 (43 dage)          |         | Sankt Anterus Papa ANTERVS           | Anthērós              | Ca. 180 Petelia, Romerriget             |                                                          |
| 20  | 10. januar 236 – 20. januar 250 (14 år, 10 dage)    |         | Sankt Fabian Papa FABIANVS           | Fabianus              | Ca. 200 Rom, Romerriget                 |                                                          |
| 21  | 6. marts 251 – 25. juni 253 (2 år, 111 dage)        |         | Sankt Kornelius Papa CORNELIVS       | Cornelius             | Ca. 180 Rom, Romerriget                 |                                                          |
| —   | Marts 251 – 258 (7 år, 0 dage)                      |         | Novatian Antipapa NOVATIANVS         | Novatianus            | Ca. 200–20 Rom, Romerriget              | Modpave til Kornelius, Lucius 1., Stefan 1. og Sixtus 2. |
| 22  | 25. juni 253 – 5. marts 254 (253 dage)              |         | Sankt Lucius 1. Papa LUCIVS          | Lucius                | Ca. 200 Rom, Romerriget                 |                                                          |
| 23  | 12. marts 254 – 2. august 257 (3 år, 143 dage)      |         | Sankt Stefan 1. Papa STEPHANVS       | Stéphanos             | Ca. 205 Rom, Romerriget                 |                                                          |
| 24  | 30. august 257 – 6. august 258 (341 dage)           |         | Sankt Sixtus 2. Papa XYSTVS Secundus | Xustós (eller Síxtos) | Ca. 215 Athen, Romerriget               |                                                          |
| 25  | 22. juli 259 – 26. december 268 (9 år, 157 dage)    |         | Sankt Dionysius Papa DIONYSIVS       | Dionúsios             | Ca. 200 Terranova da Sibari, Romerriget |                                                          |
| 26  | 5. januar 269 – 30. december 274 (5 år, 359 dage)   |         | Sankt Felix 1. Papa FELIX            | Felix                 | Ca. 206 Rom, Romerriget                 |                                                          |
| 27  | 4. januar 275 – 7. december 283 (8 år, 337 dage)    |         | Sankt Eutychianus Papa EVTYCHIANVS   | Eutychianus           | Ca. 240 Luni, Romerriget                |                                                          |
| 28  | 17. december 283 – 22. april 296 (12 år, 127 dage)  |         | Sankt Caius Papa CAIVS               | Caius (eller Gaius)   | Ca. 245 Salona, Romerriget              |                                                          |
| 29  | 30. juni 296 – 26. april 304 (7 år, 301 dage)       |         | Sankt Marcellinus Papa MARCELLINVS   | Marcellinus           | Ca. 250 Rom, Romerriget                 |                                                          |

### 4. århundrede
| Nr. | Pontifikat                                            | Portræt | Pavenavn                                    | Fødenavn                     | Fødested                                                | Noter                  |
| --- | ----------------------------------------------------- | ------- | ------------------------------------------- | ---------------------------- | ------------------------------------------------------- | ---------------------- |
| 30  | 27. maj 308 – 16. januar 309 (234 dage)               |         | Sankt Marcellus 1. Papa MARCELLVS           | Marcellus                    | Ca. 255 Rom, Romerriget                                 |                        |
| 31  | 18. april 309 – 17. august 310 (1 år, 121 dage)       |         | Sankt Eusebius Papa EVSEBIVS                | Eusébios                     | Ca. 255 Sardinien, Romerriget                           |                        |
| 32  | 2. juli 311 – 10. januar 314 (2 år, 192 dage)         |         | Sankt Miltiades (Melchiades) Papa MILTIADES | Miltiades (eller Melchiades) | Ca. 270 Africa, Romerriget                              |                        |
| 33  | 31. januar 314 – 31. december 335 (21 år, 334 dage)   |         | Sankt Sylvester 1. Papa SILVESTER           | Silvester                    | Ca. 285 Sant'Angelo a Scala, Romerriget                 |                        |
| 34  | 18. januar 336 – 7. oktober 336 (263 dage)            |         | Sankt Markus Papa MARCVS                    | Marcus                       | Ca. 290 Rom, Romerriget                                 |                        |
| 35  | 6. februar 337 – 12. april 352 (15 år, 66 dage)       |         | Sankt Julius 1. Papa IVLIVS                 | Iulius                       | Ca. 280 Rom, Romerriget                                 |                        |
| 36  | 17. maj 352 – 24 september 366 (14 år, 130 dage)      |         | Liberius Papa LIBERIVS                      | Liberius                     | Ca. 310 Rom, Romerriget                                 |                        |
| —   | 355 – 22. november 365 (10 år, 0 dage)                |         | Sankt Felix 2. Antipapa FELIX Secundus      | Felix                        | Ca. 300 Rom, Romerriget                                 | Modpave til Liberius.  |
| 37  | 1. oktober 366 – 11 december 384 (18 år, 71 dage)     |         | Sankt Damasus 1. Papa DAMASVS               | Damasus                      | Ca. 305 Idanha-a-Nova, Romerriget eller Rom, Romerriget |                        |
| —   | 1. oktober 366 – 16. november 367 (1 år, 46 dage)     |         | Ursinus Antipapa VRSINVS                    | Ursinus (eller Ursicinus)    | Rom, Romerriget                                         | Modpave til Damasus 1. |
| 38  | 17. december 384 – 26. november 399 (14 år, 344 dage) |         | Sankt Siricius Papa SIRICIVS                | Siricius                     | Ca. 334 Rom, Romerriget                                 |                        |
| 39  | 27. november 399 – 19. december 401 (2 år, 22 dage)   |         | Sankt Anastasius 1. Papa ANASTASIVS         | Anastasius Maximus           | Ca. 340 Rom, Romerriget                                 |                        |

### 5. århundrede
| Nr. | Pontifikat                                                   | Portræt | Pavenavn                                                | Fødenavn                 | Fødested                             | Noter                     |
| --- | ------------------------------------------------------------ | ------- | ------------------------------------------------------- | ------------------------ | ------------------------------------ | ------------------------- |
| 40  | 21. december 401 – 12. marts 417 (15 år, 81 dage)            |         | Sankt Innocent 1. Papa INNOCENTIVS                      | Innocentius              | Ca. 378 Albano Laziale, Romerriget   |                           |
| 41  | 18. marts 417 – 26. december 418 (1 år, 283 dage)            |         | Sankt Zosimus Papa ZOSIMVS                              | Zṓsimos                  | Ca. 370 Mesoraca, Romerriget         |                           |
| —   | 27. december 418 – 3. april 419 (97 dage)                    |         | Eulalius Antipapa EVLALIVS                              | Eulalius                 | Ca. 350–80 Rom, Romerriget           | Modpave til Bonifatius 1. |
| 42  | 28. december 418 – 4. september 422 (3 år, 250 dage)         |         | Sankt Bonifatius 1. Papa BONIFACIVS                     | Bonifacius               | Ca. 377 Rom, Romerriget              |                           |
| 43  | 10. september 422 – 27. juli 432 (9 år, 321 dage)            |         | Sankt Celestin 1. Papa CAELESTINVS                      | Caelestinus              | Ca. 380 Campania, Romerriget         |                           |
| 44  | 31. juli 432 – 18. august 440 (8 år, 18 dage)                |         | Sankt Sixtus 3. Papa XYXTVS Tertius                     | Xystus (eller Sixtus)    | Ca. 390 Rom, Romerriget              |                           |
| 45  | 29. september 440 – 10. november 461 (21 år, 42 dage) (7712) |         | Sankt Leo 1. (Leo den Store) Papa LEO MAGNVS            | Leo                      | Ca. 390 Etruria, Romerriget          |                           |
| 46  | 19. november 461 – 29. februar 468 (6 år, 102 dage)          |         | Sankt Hilarius Papa HILARIVS                            | Hilarius (eller Hilarus) | Ca. 400 Sardinien, Vestromerske Rige |                           |
| 47  | 3. marts 468 – 10. marts 483 (15 år, 7 dage)                 |         | Sankt Simplicius Papa SIMPLICIVS                        | Simplicius               | Ca. 430 Tivoli, Vestromerske Rige    |                           |
| 48  | 13. marts 483 – 1. marts 492 (8 år, 354 dage)                |         | Sankt Felix 3. (Felix 2.) Papa FELIX Tertius (Secundus) | Anicius Felix            | Ca. 440 Rom, Vestromerske Rige       |                           |
| 49  | 1. marts 492 – 21. november 496 (4 år, 265 dage)             |         | Sankt Gelasius 1. Papa GELASIVS                         | Gelasius                 | Ca. 410 AD Africa, Vestromerske Rige |                           |
| 50  | 24. november 496 – 19. november 498 (1 år, 360 dage)         |         | Anastasius 2. Papa ANASTASIVS Secundus                  | Anastásios               | Ca. 445 Rom, Vestromerske Rige       |                           |
| 51  | 22. november 498 – 19. juli 514 (15 år, 239 dage)            |         | Sankt Symmachus Papa SYMMACHVS                          | Symmachus                | Ca. 460 Sardinien, Vestromerske Rige |                           |
| —   | 22. november 498 – august 506/8 (7 år, 252 dage)             |         | Laurentius Antipapa LAVRENTIVS                          | Laurentius               | Ca. 460 Rom, Vestromerske Rige       | Modpave til Symmachus.    |

### 6. århundrede
| Nr. | Pontifikat                                          | Portræt | Pavenavn                                                 | Fødenavn            | Fødested                             |                            |
| --- | --------------------------------------------------- | ------- | -------------------------------------------------------- | ------------------- | ------------------------------------ | -------------------------- |
| 52  | 20. juli 514 – 6. august 523 (9 år, 17 dage)        |         | Sankt Hormisdas Papa HORMISDAS                           | Hormisdas           | Ca. 450 Frusinone, Vestromerske Rige |                            |
| 53  | 13. august 523 – 18. maj 526 (2 år, 278 dage)       |         | Sankt Johannes 1. Papa IOANNES                           | Ioannes             | Ca. 470 Siena, Vestromerske Rige     |                            |
| 54  | 12. juli 526 – 22. september 530 (4 år, 72 dage)    |         | Sankt Felix 4. (Felix 3.) Papa FELIX Quartus (Tertius)   | Felix               | Ca. 490 Kongeriget Italien           |                            |
| 55  | 22. september 530 – 17. oktober 532 (2 år, 25 dage) |         | Bonifatius 2. Papa BONIFACIVS Secundus                   | Bonifacius          | Ca. 490 Rom, Kongeriget Italien      |                            |
| —   | 22. september 530 – 14. oktober 530 (22 dage)       |         | Dioskur Antipapa DIOSCORVS                               | Dióskouros          | Alexandria, Østromerske Rige         | Movepave til Bonifatius 2. |
| 56  | 2. januar 533 – 8. maj 535 (2 år, 126 dage)         |         | Johannes 2. Papa IOANNES Secundus                        | Mercurius           | Ca. 473 Rom, Vestromerske Rige       |                            |
| 57  | 13. maj 535 – 22. april 536 (356 dage)              |         | Sankt Agapetus 1. Papa AGAPETVS                          | Agapetus            | Ca. 490 Rom, Kongeriget Italien      |                            |
| 58  | 8. juni 536 – 11. marts 537 (276 dage)              |         | Sankt Sylverius Papa SILVERIVS                           | Silverius           | Ca. 480 Ceccano, Kongeriget Italien  |                            |
| 59  | 29. marts 537 – 7. juni 555 (18 år, 70 dage)        |         | Vigilius Papa VIGILIVS                                   | Vigilius            | Ca. 500 Rom, Kongeriget Italien      |                            |
| 60  | 16. april 556 – 4. marts 561 (4 år, 322 dage)       |         | Pelagius 1. Papa PELAGIVS                                | Pelagius            | Ca. 505 Rom, Kongeriget Italien      |                            |
| 61  | 17. juli 561 – 13. juli 574 (12 år, 361 dage)       |         | Johannes 3. Papa IOANNES Tertius                         | Ioannes Catelinus   | Ca. 520 Rom, Kongeriget Italien      |                            |
| 62  | 2. juni 575 – 30. juli 579 (4 år, 58 dage)          |         | Benedikt 1. Papa BENEDICTVS                              | Benedictus Bonosius | Ca. 525 Rom, Kongeriget Italien      |                            |
| 63  | 26. november 579 – 7. februar 590 (10 år, 73 dage)  |         | Pelagius 2. Papa PELAGIVS Secundus                       | Pelagius            | Ca. 520 Rom, Kongeriget Italien      |                            |
| 64  | 3. september 590 – 12. marts 604 (13 år, 191 dage)  |         | Sankt Gregor 1. (Gregor den Store) Papa GREGORIVS MAGNVS | Anicius Gregorius   | Ca. 540 Rom, Østromerske Rige        |                            |

### 7. århundrede
| Nr. | Pontifikat                                            | Portræt | Pavenavn                                                  | Fødenavn                    | Fødested                            |
| --- | ----------------------------------------------------- | ------- | --------------------------------------------------------- | --------------------------- | ----------------------------------- |
| 65  | 13. september 604 – 22. februar 606 (1 år, 162 dage)  |         | Sabinian Papa SABINIANVS                                  | Sabinianus                  | Ca. 530 Blera, Østromerske Rige     |
| 66  | 19. februar 607 – 12. november 607 (266 dage)         |         | Bonifatius 3. Papa BONIFACIVS Tertius                     | Boniphátios Kataadiókēs     | Ca. 540 Rom, Østromerske Rige       |
| 67  | 15. september 608 – 8. maj 615 (6 år, 235 dage)       |         | Sankt Bonifatius 4. Papa BONIFACIVSQuartus                | Bonifacius                  | Ca. 550 Marisca, Østromerske Rige   |
| 68  | 13. november 615 – 8. november 618 (2 år, 360 dage)   |         | Sankt Adeodatus 1. (Deusdedit) Papa ADEODATVS (DEVSDEDIT) | Adeodatus (eller Deusdedit) | Ca. 570 Østromerske Rige            |
| 69  | 23. december 619 – 25. oktober 625 (5 år, 306 dage)   |         | Bonifatius 5. Papa BONIFACIVS Quintus                     | Bonifacius Fuminus          | Ca. 575 Napoli, Østromerske Rige    |
| 70  | 27. oktober 625 – 12. oktober 638 (12 år, 350 dage)   |         | Honorius 1. Papa HONORIVS                                 | Honorius Cicanus            | Ca. 585 Ceprano, Østromerske Rige   |
| 71  | 28. maj 640 – 2. august 640 (66 dage)                 |         | Severinus Papa SEVERINVS                                  | Severinus                   | Ca. 585 Rom, Østromerske Rige       |
| 72  | 24. december 640 – 12. oktober 642 (1 år, 292 dage)   |         | Johannes 4. Papa IOANNES Quartus                          | Ioannes                     | Ca. 587 Zadar, Østromerske Rige     |
| 73  | 24. november 642 – 14. maj 649 (6 år, 171 dage)       |         | Teodor 1. Papa THEODORVS                                  | Theódōros                   | Ca. 610 Jerusalem, Østromerske Rige |
| 74  | 5. juli 649 – 12. november 655 (6 år, 130 dage)       |         | Sankt Martin 1. Papa MARTINVS                             | Martinus                    | Ca. 590 Todi, Østromerske Rige      |
| 75  | 10. august 654 – 2. juni 657 (2 år, 296 dage)         |         | Sankt Eugenius 1. Papa EVGENIVS                           | Eugenius                    | Ca. 615 Rom, Østromerske Rige       |
| 76  | 30. juli 657 – 27. januar 672 (14 år, 181 dage)       |         | Sankt Vitalian Papa VITALIANVS                            | Vitalianus                  | Ca. 600 Segni, Østromerske Rige     |
| 77  | 11. april 672 – 17. juni 676 (4 år, 67 dage)          |         | Adeodatus 2. Papa ADEODATVS Secundus                      | Adeodatus                   | Ca. 621 Rom, Østromerske Rige       |
| 78  | 2. november 676 – 11. april 678 (1 år, 160 dage)      |         | Donus Papa DONVS                                          | Donus (eller Domnus)        | Ca. 610 Rom, Østromerske Rige       |
| 79  | 27. juni 678 – 10. januar 681 (2 år, 197 dage)        |         | Sankt Agatho Papa AGATHO                                  | Agáthōn                     | Ca. 577 Palermo, Østromerske Rige   |
| 80  | 17. august 682 – 3. juli 683 (320 dage)               |         | Sankt Leo 2. Papa LEO Secundus                            | Léōn                        | Ca. 611 Aidone, Østromerske Rige    |
| 81  | 26. juni 684 – 8. maj 685 (316 dage)                  |         | Sankt Benedikt 2. Papa BENEDICTVS Secundus                | Benedictus Sabellus         | Ca. 635 Rom, Østromerske Rige       |
| 82  | 23. juli 685 – 2. august 686 (1 år, 10 dage)          |         | Johannes 5. Papa IOANNES Quintus                          | Iōánnēs                     | Ca. 635 Antakya, Østromerske Rige   |
| 83  | 21. oktober 686 – 21. september 687 (335 dage)        |         | Konon Papa CONON                                          | Kónōn                       | Ca. 630 Thrakien, Østromerske Rige  |
| 84  | 15. december 687 – 8. september 701 (13 år, 267 dage) |         | Sankt Sergius 1. Papa SERGIVS                             | Sérgios                     | Ca. 650 Palermo, Østromerske Rige   |

### 8. århundrede
| Nr. | Pontifikat                                               | Portræt | Pavenavn                                                                        | Fødenavn           | Fødested                                 |
| --- | -------------------------------------------------------- | ------- | ------------------------------------------------------------------------------- | ------------------ | ---------------------------------------- |
| 85  | 30. oktober 701 – 11. januar 705 (3 år, 73 dage)         |         | Johannes 6. Papa IOANNES Sextus                                                 | Iōánnēs            | Ca. 650 Efesos, Østromerske Rige         |
| 86  | 1. marts 705 – 18. oktober 707 (2 år, 231 dage)          |         | Johannes 7. Papa IOANNES Septimus                                               | Iōánnēs            | Ca. 655 Rossano, Østromerske Rige        |
| 87  | 15. januar 708 – 4. februar 708 (20 dage)                |         | Sisinnius Papa SISINNIVS                                                        | Sisínios           | Ca. 650 Syrien, Rashidun-kalifatet       |
| 88  | 25. marts 708 – 9. april 715 (7 år, 15 dage)             |         | Konstantin Papa COSTANTINVS                                                     | Kōnstantínos       | Ca. 664 Syrien, Umajyade-kalifatet       |
| 89  | 19. maj 715 – 11. februar 731 (15 år, 268 dage)          |         | Sankt Gregor 2. Papa GREGORIVS Secundus                                         | Gregorius Sabellus | Ca. 669 Rom, Østromerske Rige            |
| 90  | 18. marts 731 – 28. november 741 (10 år, 255 dage)       |         | Sankt Gregor 3. Papa GREGORIVS Tertius                                          | Grēgórios          | Ca. 669 Syrien, Umajyade-kalifatet       |
| 91  | 3. december 741 – 22. marts 752 (10 år, 110 dage)        |         | Sankt Zacharias Papa ZACHARIAS                                                  | Zakharías          | Ca. 679 Santa Severina, Østromerske Rige |
| —   | 22. marts 752 – 25. marts 752 (Tiltrådte aldrig embedet) |         | Tiltrædende pave Stefan (Stefan 2.) Papa Electus STEPHANUS (STEPHANUS Secundus) | Stephanus          | Ca. 700 Rom, Østromerske Rige            |
| 92  | 26. marts 752 – 26. april 757 (5 år, 31 dage)            |         | Stefan 2. (Stefan 3.) Papa STEPHANVS Secundus (Tertius)                         | Stephanus          | Ca. 714 Rom, Østromerske Rige            |
| 93  | 29. maj 757 – 28. juni 767 (10 år, 30 dage)              |         | Sankt Paul 1. Papa PAVLVS                                                       | Paulus             | Ca. 700 Rom, Østromerske Rige            |
| 94  | 7. august 768 – 24. januar 772 (3 år, 170 dage)          |         | Stefan 3. (Stefan 4.) Papa STEPHANVS Tertius (Quartus)                          | Stéphanos          | Ca. 723 Siracusa, Østromerske Rige       |
| 95  | 1. februar 772 – 26. december 795 (23 år, 328 dage)      |         | Hadrian 1. Papa HADRIANVS                                                       | Hadrianus          | Ca. 700–12 Rom, Østromerske Rige         |
| 96  | 26. december 795 – 12. juni 816 (20 år, 169 dage)        |         | Sankt Leo 3. Papa LEO Tertius                                                   | Leo                | Ca. 750 Rom, Østromerske Rige            |

### 9. århundrede
| Nr. | Pontifikat                                            | Portræt | Pavenavn                                                  | Fødenavn             | Fødested                     |
| --- | ----------------------------------------------------- | ------- | --------------------------------------------------------- | -------------------- | ---------------------------- |
| 97  | 22. juni 816 – 24. januar 817 (216 dage)              |         | Stefan 4. (Stefan 5.) Papa STEPHANVS Quartus (Quintus)    | Stefano Colonna      | Ca. 770 Rom, Kirkestaten     |
| 98  | 25. januar 817 – 11. februar 824 (7 år, 17 dage)      |         | Sankt Paschalis 1. Papa PASCHALIS                         | Pasquale Massimi     | Ca. 775 Rom, Kirkestaten     |
| 99  | 8. maj 824 – 27 august 827 (3 år, 111 dage)           |         | Eugenius 2. Papa EVGENIVS Secundus                        | Eugenio Savelli      | Ca. 780 Rom, Kirkestaten     |
| 100 | 31. august 827 – 10. oktober 827 (40 dage)            |         | Valentin Papa VALENTINVS                                  | Valentino Leoni      | Ca. 780 Rom, Kirkestaten     |
| 101 | 20. december 827 – 25. januar 844 (16 år, 36 dage)    |         | Gregor 4. Papa GREGORIVS Quartus                          | Gregorio             | Ca. 790 Rom, Kirkestaten     |
| 102 | 25. januar 844 – 27. januar 847 (3 år, 2 dage)        |         | Sergius 2. Papa SERGIVS Secundus                          | Sergio Colonna       | Ca. 790 Rom, Kirkestaten     |
| 103 | 10. april 847 – 17. juli 855 (8 år, 98 dage)          |         | Sankt Leo 4. Papa LEO Quartus                             | Leone                | Ca. 790 Rom, Kirkestaten     |
| 104 | 29. september 855 – 7. april 858 (2 år, 190 dage)     |         | Benedikt 3. Papa BENEDICTVS Tertius                       | Benedetto            | Ca. 810 Rom, Kirkestaten     |
| 105 | 24. april 858 – 13. november 867 (9 år, 203 dage)     |         | Sankt Nikolas 1. (Nikolas den Store) Papa NICOLAVS MAGNVS | Niccolò              | Ca. 800 Rom, Kirkestaten     |
| 106 | 14. december 867 – 14. december 872 (5 år, 0 dage)    |         | Hadrian 2. Papa HADRIANVS Secundus                        | Adriano Colonna      | Ca. 792 Rom, Kirkestaten     |
| 107 | 14. december 872 – 16. december 882 (10 år, 2 dage)   |         | Johannes 8. Papa IOANNES Octavus                          | Giovanni             | Ca. 820 Rom, Kirkestaten     |
| 108 | 16. december 882 – 15. maj 884 (1 år, 151 dage)       |         | Marinus 1. Papa MARINVS                                   | Constantinus Marinus | Ca. 830 Gallese, Kirkestaten |
| 109 | 17. maj 884 – 15. september 885 (1 år, 121 dage)      |         | Sankt Hadrian 3. Papa HADRIANVS Tertius                   | Adriano              | Ca. 830 Rom, Kirkestaten     |
| 110 | 14. september 885 – 4. september 891 (5 år, 355 dage) |         | Stefan 5. (Stefan 6.) Papa STEPHANVS Quintus (Sextus)     | Stefano              | Ca. 840 Rom, Kirkestaten     |
| 111 | 6. oktober 891 – 4. april 896 (4 år, 181 dage)        |         | Formosus Papa FORMOSVS                                    | Formoso              | Ca. 805–16 Rom, Kirkestaten  |
| 112 | 11. april 896 – 26. april 896 (15 dage)               |         | Bonifatius 6. Papa BONIFATIVS Sextus                      | Bonifacio            | Ca. 806 Rom, Kirkestaten     |
| 113 | 22. maj 896 – 14 august 897 (1 år, 84 dage)           |         | Stefan 6. (Stefan 7.) Papa STEPHANVS Sextus (Septimus)    | Stefano di Spoletto  | Ca. 850 Rom, Kirkestaten     |
| 114 | 14. august 897 – november 897 (92 dage)               |         | Romanus Papa ROMANVS                                      | Romano Marini        | Ca. 850 Gallese, Kirkestaten |
| 115 | December 897 – 20. december 897 (19 dage)             |         | Teodor 2. Papa THEODORVS Secundus                         | Theódōros            | Ca. 840 Rom, Kirkestaten     |
| 116 | 18. januar 898 – 5. januar 900 (1 år, 352 dage)       |         | Johannes 9. Papa IOANNES Nonus                            | Giovanni             | Ca. 840 Tivoli, Kirkestaten  |
| 117 | 1. februar 900 – 30. juli 903 (3 år, 179 dage)        |         | Benedikt 4. Papa BENEDICTVS Quartus                       | Benedetto di Tuscolo | Ca. 840 Rom, Kirkestaten     |

### 10. århundrede
| Nr. | Pontifikat                                          | Portræt | Pavenavn                                                | Fødenavn                 | Fødested                                | Noter                                    |
| --- | --------------------------------------------------- | ------- | ------------------------------------------------------- | ------------------------ | --------------------------------------- | ---------------------------------------- |
| 118 | 30. juli 903 – december 903 (124 dage)              |         | Leo 5. Papa LEO Quintus                                 | Leone Britigena          | Ca. 845 Ardea, Kirkestaten              |                                          |
| —   | oktober 903 – januar 904 (92 dage)                  |         | Kristoforus Antipapa CHRISTOFORO                        | Cristoforo               | Rom, Kirkestaten                        | Modpave til Leo 5.                       |
| 119 | 29. januar 904 – 14. april 911 (7 år, 75 dage)      |         | Sergius 3. Papa SERGIVS Tertius                         | Sergio di Tuscolo        | Ca. 860 Rom, Kirkestaten                |                                          |
| 120 | 14. april 911 – juni 913 (2 år, 48 dage)            |         | Anastasius 3. Papa ANASTASIVS Tertius                   | Anastasio                | Ca. 865 Rom, Kirkestaten                |                                          |
| 121 | 7. juli 913 – 5. februar 914 (213 dage)             |         | Lando Papa LANDO                                        | Lando                    | Ca. 865 Sabina, Kirkestaten             |                                          |
| 122 | Marts 914 – 28. maj 928 (14 år, 88 dage)            |         | Johannes 10. Papa IOANNES Decimus                       | Giovanni Cenci           | Ca. 860 Tossignano, Kirkestaten         |                                          |
| 123 | 28. maj 928 – december 928 (187 dage)               |         | Leo 6. Papa LEO Sextus                                  | Leone                    | Ca. 880 Rom, Kirkestaten                |                                          |
| 124 | 3. februar 929 – 13. februar 931 (2 år, 10 dage)    |         | Stefan 7. (Stefan 8.) Papa STEPHANVS Septimus (Octavus) | Stefano                  | Ca. 880 Rom, Kirkestaten                |                                          |
| 125 | 15. marts 931 – december 935 (4 år, 261 dage)       |         | Johannes 11. Papa IOANNES Undecimus                     | Giovanni di Tuscolo      | Ca. 910 Rom, Kirkestaten                |                                          |
| 126 | 3. januar 936 – 13. juli 939 (3 år, 191 dage)       |         | Leo 7. Papa LEO Septimus                                | Leone                    | Ca. 885 Rom, Kirkestaten                |                                          |
| 127 | 14. juli 939 – 30. oktober 942 (3 år, 108 dage)     |         | Stefan 8. (Stefan 9.) Papa STEPHANVS Octavus (Nonus)    | Stefano                  | Ca. 900 Rom, Kirkestaten                |                                          |
| 128 | 30. oktober 942 – 1. maj 946 (3 år, 183 dage)       |         | Marinus 2. Papa MARINVS Secundus                        | Marino                   | Ca. 900 Rom, Kirkestaten                |                                          |
| 129 | 10. maj 946 – 8. november 955 (9 år, 182 dage)      |         | Agapetus 2. Papa AGAPETVS Secundus                      | Agapito                  | Ca. 905 Rom, Kirkestaten                |                                          |
| 130 | 16. december 955 – 6. december 963 (8 år, 356 dage) |         | Johannes 12. Papa IOANNES Duodecimus                    | Ottaviano di Tuscolo     | Ca. 930–37 Rom, Kirkestaten             |                                          |
| —   | 6. december 963 – 26. februar 964 (82 dage)         |         | Leo 8. Antipapa LEO Octavus                             | Leone                    | Ca. 915 Rom, Kirkestaten                | Modpave til Johannes 12. og Benedikt 5.  |
| 130 | 26. februar 964 – 14. maj 964 (78 dage)             |         | Johannes 12. Papa IOANNES Duodecimus                    | Ottaviano di Tuscolo     | Ca. 937 Rom, Kirkestaten                |                                          |
| 131 | 22. maj 964 – 23. juni 964 (32 dage)                |         | Benedikt 5. Papa BENEDICTVS Quintus                     | Benedetto                | Ca. 915 Rom, Kirkestaten                |                                          |
| 132 | 23. juni 964 – 1. marts 965 (251 dage)              |         | Leo 8. Papa LEO Octavus                                 | Leone                    | Ca. 915 Rom, Kirkestaten                |                                          |
| 133 | 1. oktober 965 – 6. september 972 (6 år, 341 dage)  |         | Johannes 13. Papa IOANNES Tertius Decimus               | Giovanni Crescenzi       | Ca. 930 Rom, Kirkestaten                |                                          |
| 134 | 19. januar 973 – 8. juni 974 (1 år, 140 dage)       |         | Benedikt 6. Papa BENEDICTVS Sextus                      | Benedetto                | Ca. 925 Rom, Kirkestaten                |                                          |
| —   | Juli 974 – juli 974 (30 dage)                       |         | Bonifatius 7. Antipapa BONFATIUS Septimus               | Francone Ferucci         | Rom, Kirkestaten                        | Modpave til Benedikt 6. og Benedikt 7.   |
| 135 | Oktober 974 – 10. juli 983 (8 år, 282 dage)         |         | Benedikt 7. Papa BENEDICTVS Septimus                    | Benedetto di Spoleto     | Ca. 930 Rom, Kirkestaten                |                                          |
| 136 | December 983 – 20. august 984 (263 dage)            |         | Johannes 14. Papa IOANNES Quartus Decimus               | Pietro Canepanova        | Ca. 940 Pavia, Kongeriget Italien       |                                          |
| —   | 20. august 984 – 20. juli 985 (334 dage)            |         | Bonifatius 7. Antipapa BONFATIUS Septimus               | Francone Ferucci         | Rom, Kirkestaten                        | Modpave til Johannes 14. og Johannes 15. |
| 137 | 20. august 985 – 1. april 996 (10 år, 225 dage)     |         | Johannes 15. Papa IOANNES Quintus Decimus               | Giovanni di Gallina Alba | Ca. 950 Rom, Kirkestaten                |                                          |
| 138 | 3. maj 996 – 18. februar 999 (2 år, 291 dage)       |         | Gregor 5. Papa GREGORIVS Quintus                        | Bruno von Kärnten        | Ca. 972 Stainach, Hertugdømmet Kärnten  |                                          |
| —   | April 997 – februar 998 (306 dage)                  |         | Johannes 16. Antipapa IOANNES Sextus Decimus            | Iōánnēs Philágathos      | Ca. 941 Rossano, Østromerske Rige       | Modpave til Gregor 5.                    |
| 139 | 2. april 999 – 12. maj 1003 (4 år, 40 dage)         |         | Sylvester 2. Papa SILVESTER Secundus                    | Gerbert d'Aurillac       | Ca. 940–42 Belliac, Kongeriget Frankrig |                                          |

## 2. årtusinde

### 11. århundrede
| Nr. | Pontifikat                                            | Portræt | Pavenavn                                              | Fødenavn                                  | Fødested                                          | Noter                                                     |
| --- | ----------------------------------------------------- | ------- | ----------------------------------------------------- | ----------------------------------------- | ------------------------------------------------- | --------------------------------------------------------- |
| 140 | 16. maj 1003 – 6. november 1003 (174 dage)            |         | Johannes 17. Papa IOANNES Septimus Decimus            | Siccone Secchi                            | Ca. 955 Rom, Kirkestaten                          |                                                           |
| 141 | 25. december 1003 – 18. juli 1009 (5 år, 205 dage)    |         | Johannes 18. Papa IOANNES Duodevicesimus              | Giovanni Fasano                           | Ca. 965 Rom, Kirkestaten                          |                                                           |
| 142 | 31. juli 1009 – 12. maj 1012 (2 år, 286 dage)         |         | Sergius 4. Papa SERGIVS Quartus                       | Pietro Martino Boccadiporco               | Ca. 970 Rom, Kirkestaten                          |                                                           |
| —   | 12. juni 1012 – 31. december 1012 (202 dage)          |         | Gregor 6. Antipapa GREGORIVS Sextus                   | Gregorio                                  | Rom, Kirkestaten                                  | Modpave til Benedikt 8.                                   |
| 143 | 18. maj 1012 – 9. april 1024 (11 år, 327 dage)        |         | Benedikt 8. Papa BENEDICTVS Octavus                   | Teofilatto di Tuscolo                     | Ca. 980 Rom, Kirkestaten                          |                                                           |
| 144 | 14. maj 1024 – 6. oktober 1032 (8 år, 145 dage)       |         | Johannes 19. Papa IOANNES Undevicesimus               | Romano di Tuscolo                         | Ca. 975 Rom, Kirkestaten                          |                                                           |
| 145 | 21. oktober 1032 – 31. december 1044 (12 år, 71 dage) |         | Benedikt 9. Papa BENEDICTVS Nonus                     | Teofilatto di Tuscolo                     | Rom, Kirkestaten                                  |                                                           |
| 146 | 13. januar 1045 – 10. marts 1045 (56 dage)            |         | Sylvester 3. Papa SILVESTER Tertius                   | Giovanni dei Crescenzi Ottaviani          | Ca. 1000 Rom, Kirkestaten                         |                                                           |
| 147 | 10. marts 1045 – 1. maj 1045 (52 dage)                |         | Benedikt 9. Papa BENEDICTVS Nonus                     | Teofilatto di Tuscolo                     | Rom, Kirkestaten                                  |                                                           |
| 148 | 5. maj 1045 – 20. december 1046 (1 år, 229 dage)      |         | Gregor 6. Papa GREGORIVS Sextus                       | Giovanni Graziano Pierleoni               | Ca. 1000 Rom, Kirkestaten                         |                                                           |
| 149 | 24. december 1046 – 9. oktober 1047 (289 dage)        |         | Klemens 2. Papa CLEMENS Secundus                      | Suidger von Morsleben-Hornburg            | Ca. 967 Hornburg, Hertugdømmet Sachsen            |                                                           |
| 150 | 8. november 1047 – 17. juli 1048 (252 dage)           |         | Benedikt 9. Papa BENEDICTVS Nonus                     | Teofilatto di Tuscolo                     | 1012 Rom, Kirkestaten                             |                                                           |
| 151 | 16. juli 1048 – 9. august 1048 (24 dage)              |         | Damasus 2. Papa DAMASVS Secundus                      | Poppo de Curagnoni                        | Ca. 1000 Pildenau, Hertugdømmet Bayern            |                                                           |
| 152 | 12. februar 1049 – 19. april 1054 (5 år, 66 dage)     |         | Sankt Leo 9. Papa LEO Nonus                           | Bruno von Egisheim-Dagsburg               | 21. juli 1002 Eguisheim, Hertugdømmet Schawben    |                                                           |
| 153 | 13. april 1055 – 28. juli 1057 (2 år, 106 dage)       |         | Viktor 2. Papa VICTOR Secundus                        | Gebhard II von Calw-Dollnstein-Hirschberg | Ca. 1018 Hertugdømmet Schwaben                    |                                                           |
| 154 | 2. august 1057 – 29. marts 1058 (239 dage)            |         | Stefan 9. (Stefan 10.) Papa STEPHANVS Nonus (Decimus) | Frederich Herzog von Lothringen           | Ca. 1020 Hertugdømmet Lorraine                    |                                                           |
| —   | 4. april 1058 – 24. januar 1059 (295 dage)            |         | Benedikt 10. Antipapa BENEDICTVS Decimus              | Giovanni Mincio di Tuscolo                | Rom, Kirkestaten                                  | Modpave til Nikolas 2.                                    |
| 155 | 6. december 1058 – 27. juli 1061 (2 år, 233 dage)     |         | Nikolas 2. Papa NICOLAVS Secundus                     | Gerald de Bourgogne                       | Ca. 980 Mercury, Kongeriget Arles                 |                                                           |
| —   | 30. september 1061 – 1072 (10 år, 185 dage)           |         | Honorius 2. Antipapa HONORIVS Secundus                | Pietro Candalus                           | 1010 Verona                                       | Modpave til Alexander 2.                                  |
| 156 | 30. september 1061 – 21. april 1073 (11 år, 203 dage) |         | Alexander 2. Papa ALEXANDER Secundus                  | Anselmo da Baggio                         | Ca. 1018 Milano, Kongeriget Italien               |                                                           |
| 157 | 22. april 1073 – 25. maj 1085 (12 år, 33 dage)        |         | Sankt Gregor 7. Papa GREGORIVS Septimus               | Ildebrando Aldobrandeschi di Soana        | Ca. 1015 Sovana, Markgrevskabet Toscana           |                                                           |
| —   | 25. juni 1080 – 8. september 1100 (20 år, 75 dage)    |         | Klemens 3. Antipapa CLEMENS Tertius                   | Pietro Cadnalus                           | 1010 Verona                                       | Modpave til Gregor 7., Viktor 3. Urban 2. og Paschalis 2. |
| 158 | 24. maj 1086 – 16. september 1087 (1 år, 115 dage)    |         | Salig Viktor 3. Papa VICTOR Tertius                   | Dauferio Epifani Del Zotto                | Ca. 1026 Benevento, Fyrstendømmet Benevento       |                                                           |
| 159 | 12. marts 1088 – 29. juli 1099 (11 år, 139 dage)      |         | Salig Urban 2. Papa VRBANVS Secundus                  | Odon de Lagery                            | Ca. 1042 Châtillon-sur-Marne, Kongeriget Frankrig |                                                           |
| 160 | 13. august 1099 – 21. januar 1118 (18 år, 161 dage)   |         | Paschalis 2. Papa PASCHALIS Secundus                  | Rainero Ranieri                           | Ca. 1050 Bleda, Markgrevskabet Toscana            |                                                           |
| —   | 8. september 1100 – januar 1101 (115 dage)            |         | Theodorik Antipapa THEODORICVS                        | Teodorico                                 | Ca. 1030 Rom, Kirkestaten                         |                                                           |

### 12. århundrede
| Nr. | Pontifikat                                              | Portræt | Pavenavn                                  | Fødenavn                                        | Fødested                                        | Noter                                   |
| --- | ------------------------------------------------------- | ------- | ----------------------------------------- | ----------------------------------------------- | ----------------------------------------------- | --------------------------------------- |
| —   | Januar 1101 – februar 1102 (1 år, 31 dage)              |         | Albert Antipapa ADALBERTVS                | Adalberto                                       | Adalberto                                       | Modpave til Paschalis 2.                |
| —   | 8. november 1105 – 11. april 1111 (5 år, 154 dage)      |         | Sylvester 4. Antipapa SILVESTER Quartus   | Maguinulf                                       | Maguinulf                                       | Modpave til Paschalis 2.                |
| 161 | 24. januar 1118 – 29. januar 1119 (1 år, 5 dage)        |         | Gelasius 2. Papa GELASIVS Secundus        | Giovanni Caetani                                | Giovanni Caetani                                |                                         |
| —   | 10. marts 1118 – 20. april 1121 (3 år, 41 dage)         |         | Gregor 8. Antipapa GREGORIVS Octavus      | Maurice Baurdain                                | Maurice Baurdain                                | Modpave til Gelasius 2. og Callistus 2. |
| 162 | 2. februar 1119 – 13. december 1124 (5 år, 315 dage)    |         | Callistus 2. Papa CALLISTVS Secundus      | Guy de Bourgogne Comte de Bourgogne             | Guy de Bourgogne Comte de Bourgogne             |                                         |
| —   | 16. december 1124– 16. december 1124 (0 dage)           |         | Celestin 2. Antipapa COELESTINVS Secundus | Teobaldo Boccapecora                            | Teobaldo Boccapecora                            | Modpave til Honorius 2.                 |
| 163 | 21. december 1124 – 13. februar 1130 (5 år, 54 dage)    |         | Honorius 2. Papa HONORIVS Secundus        | Lamberto Scannabecchi da Fiagnano               | Lamberto Scannabecchi da Fiagnano               |                                         |
| 164 | 14. februar 1130 – 24. september 1143 (13 år, 222 dage) |         | Innocent 2. Papa INNOCENTIVS Secundus     | Gregorio Papareschi                             | Gregorio Papareschi                             |                                         |
| —   | 14. februar 1130 – 25. januar 1138 (7 år, 345 dage)     |         | Anakletus 2. Antipapa ANACLETUS Secundus  | Pietro Pierleoni                                | Pietro Pierleoni                                | Modpave til Innocent 2.                 |
| —   | 23. marts 1138 – 25. marts 1138 (2 dage)                |         | Viktor 4. Antipapa VICTOR Quartus         | Gregorio Conti                                  | Gregorio Conti                                  | Modpave til Innocent 2.                 |
| 165 | 26. september 1143 – 8. marts 1144 (164 dage)           |         | Celestin 2. Papa COELESTINVS Secundus     | Guido Guelfuccio de Castello                    | Guido Guelfuccio de Castello                    |                                         |
| 166 | 12. marts 1144 – 15. februar 1145 (340 dage)            |         | Lucius 2. Papa LUCIVS Secundus            | Gherardo Caccianemici dall'Orso                 | Gherardo Caccianemici dall'Orso                 |                                         |
| 167 | 15. februar 1145 – 8. juli 1153 (8 år, 143 dage)        |         | Salig Eugenius 3. Papa EVGENIVS Tertius   | Pietro dei Paganelli di Montemagno              | Pietro dei Paganelli di Montemagno              |                                         |
| 168 | 12. juli 1153 – 3. december 1154 (1 år, 144 dage)       |         | Anastasius 4. Papa ANASTASIVS Quartus     | Corrado Demitri della Suburra                   | Corrado Demitri della Suburra                   |                                         |
| 169 | 4. december 1154 – 1. september 1159 (4 år, 271 dage)   |         | Hadrian 4. Papa HADRIANVS Quartus         | Nicholas Breakspear                             | Nicholas Breakspear                             |                                         |
| 170 | 7. september 1159 – 30. august 1181 (21 år, 357 dage)   |         | Alexander 3. Papa ALEXANDER Tertius       | Rolando Bandinelli                              | Rolando Bandinelli                              |                                         |
| —   | 7. september 1159 – 20. april 1164 (4 år, 226 dage)     |         | Viktor 4. Antipapa VICTOR Quartus         | Ottaviano dei Crescenzi Ottaviani di Monticelli | Ottaviano dei Crescenzi Ottaviani di Monticelli | Modpave til Alexander 3.                |
| —   | 28. april 1164 – 22. september 1168 (4 år, 147 dage)    |         | Paschalis 3. Antipapa PASCALIS Tertius    | Guido di Crema                                  | Guido di Crema                                  | Modpave til Alexander 3.                |
| —   | 30. september 1168 – 29. august 1178 (9 år, 333 dage)   |         | Callistus 3. Antipapa CALLIXTVS Tertius   | Giovanni di Struma                              | Giovanni di Struma                              | Modpave til Alexander 3.                |
| —   | 29. september 1179 – januar 1180 (124 dage)             |         | Innocent 3. Antipapa INNOCENTIVS Tertius  | Lando di Sezze (eller Lanzo)                    | Lando di Sezze (eller Lanzo)                    | Modpave til Alexander 3.                |
| 171 | 1. september 1181 – 25. november 1185 (4 år, 85 dage)   |         | Lucius 3. Papa LUCIVS Tertius             | Ubaldo Allucignoli                              | Ubaldo Allucignoli                              |                                         |
| 172 | 25. november 1185 – 20. oktober 1187 (1 år, 329 dage)   |         | Urban 3. Papa VRBANVS Tertius             | Uberto Crivelli                                 | Uberto Crivelli                                 |                                         |
| 173 | 21. oktober 1187 – 17. december 1187 (57 dage)          |         | Gregor 8. Papa GREGORIVS Octavus          | Alberto de Morra                                | Alberto de Morra                                |                                         |
| 174 | 19. december 1187 – 20- marts 1191 (3 år, 91 dage)      |         | Klemens 3. Papa CLEMENS Tertius           | Paolo Scolari                                   | Paolo Scolari                                   |                                         |
| 175 | 30. marts 1191 – 8. januar 1198 (6 år, 284 dage)        |         | Celestin 3. Papa COELESTINVS Tertius      | Giacinto Bobone Orsini                          | Giacinto Bobone Orsini                          |                                         |
| 176 | 8. januar 1198 – 16. juli 1216 (18 år, 190 dage)        |         | Innocent 3. Papa INNOCENTIVS Tertius      | Lotario dei Conti di Segni                      | Lotario dei Conti di Segni                      |                                         |

### 13. århundrede
| Nr. | Pontifikat                                             | Portræt     | Pavenavn                                   | Fødenavn                                               | Fødested                                                    |
| --- | ------------------------------------------------------ | ----------- | ------------------------------------------ | ------------------------------------------------------ | ----------------------------------------------------------- |
| 177 | 18. juli 1216 – 18. marts 1227 (10 år, 243 dage)       |             | Honorius 3. Papa HONORIVS Tertius          | Cencio Savelli                                         | Ca. 1148–50 Rom, Kirkestaten                                |
| 178 | 19. marts 1227 – 22. august 1241 (14 år, 156 dage)     |             | Gregor 9. Papa GREGORIVS Nonus             | Ugolino dei Conti di Segni                             | Ca. 1145–70 Anagni, Kirkestaten                             |
| 179 | 25. oktober 1241 – 10. november 1241 (16 dage)         |             | Celestin 4. Papa COELESTINVS Quartus       | Goffredo Castiglioni                                   | Ca. 1180–87 Milano, Kongeriget Italien                      |
| 180 | 25. juni 1243 – 7 december 1254 (11 år, 165 dage)      |             | Innocent 4. Papa INNOCENTIVS Quartus       | Sinibaldo Fieschi                                      | Ca. 1195 Genova, Republikken Genova                         |
| 181 | 12. december 1254 – 25. maj 1261 (6 år, 164 dage)      |             | Alexander 4. Papa ALEXANDER Quartus        | Rinaldo dei Conti di Jenne                             | Ca. 1199 Jenne, Kirkestaten                                 |
| 182 | 29. august 1261 – 2. oktober 1264 (3 år, 34 dage)      |             | Urban 4. Papa VRBANVS Quartus              | Jacques Pantaléon                                      | Ca. 1195 Troyes, Kongeriget Frankrig                        |
| 183 | 5. februar 1265 – 29. november 1268 (3 år, 298 dage)   |             | Klemens 4. Papa CLEMENS Quartus            | Gui Faucoi                                             | 23. november 1190 Saint-Gilles-du-Gard, Kongeriget Frankrig |
| —   | 29. november 1268 – 1. september 1271 (2 år, 276 dage) | Interregnum | Interregnum                                | Interregnum                                            | Interregnum                                                 |
| 184 | 1. september 1271 – 10. januar 1276 (4 år, 131 dage)   |             | Salig Gregor 10. Papa GREGORIVS Decimus    | Tebaldo Visconti                                       | Ca. 1210 Piacenza, Kongeriget Italien                       |
| 185 | 21. januar 1276 – 22. juni 1276 (153 dage)             |             | Salig Innocent 5. Papa INNOCENTIVS Quintus | Pierre de Tarentaise                                   | Ca. 1224/5 Grevskabet Savoyen                               |
| 186 | 11. juli 1276 – 18. august 1276 (38 dage)              |             | Hadrian 5. Papa HADRIANVS Quintus          | Ottobuono Fieschi                                      | Ca. 1216 Genova, Republikken Genova                         |
| 187 | 8. september 1276 – 20. maj 1277 (254 dage)            |             | Johannes 20. Papa IOANNES Vicesimus Primus | Pedro Julião (a.k.a. Petrus Hispanus og Pedro Hispano) | Ca. 1215 Lissabon, Kongeriget Portugal                      |
| 188 | 25. november 1277 – 22. august 1280 (2 år, 271 dage)   |             | Nikolas 3. Papa NICOLAVS Tertius           | Giovanni Gaetano Orsini                                | Ca. 1216 Rom, Kirkestaten                                   |
| 189 | 22. februar 1281 – 28. marts 1285 (4 år, 34 dage)      |             | Martin 4. Papa MARTINVS Quartus            | Simon de Brion                                         | Ca. 1210 Touraine, Kongeriget Frankrig                      |
| 190 | 2. april 1285 – 3. april 1287 (2 år, 1 dag)            |             | Honorius 4. Papa HONORIVS Quartus          | Giacomo Savelli                                        | Ca. 1210 Rom, Kirkestaten                                   |
| 191 | 22. februar 1288 – 4. april 1292 (4 år, 42 dage)       |             | Nikolas 4. Papa NICOLAVS Quartus           | Girolamo Masci                                         | 30. september 1227 Lisciano, Kirkestaten                    |
| —   | 4. april 1292 – 5. juli 1294 (2 år, 92 dage)           | Interregnum | Interregnum                                | Interregnum                                            | Interregnum                                                 |
| 192 | 5. juli 1294 – 13. december 1294 (161 dage)            |             | Sankt Celestin 5. Papa COELESTINVS Quintus | Pietro Angelerio                                       | Ca. 1207–09 Sant'Angelo Limosano, Kongeriget Sicilien       |
| 193 | 24. december 1294 – 11. oktober 1303 (8 år, 291 dage)  |             | Bonifatius 8. Papa BONIFATIVS Octavus      | Benedetto Caetani                                      | Ca. 1230–36 Anagni, Kirkestaten                             |

### 14. århundrede
| Nr. | Pontifikat                                                | Portræt     | Pavenavn                                         | Fødenavn                                               | Fødested                                    | Noter |
| --- | --------------------------------------------------------- | ----------- | ------------------------------------------------ | ------------------------------------------------------ | ------------------------------------------- | --- |
| 194 | 22. oktober 1303 – 7. juli 1304 (259 dage)                |             | Salig Benedikt 11. Papa BENEDICTVS Undecimus     | Niccolò Boccasini                                      | Ca. 1240 Treviso, Kirkestaten               | |
| 195 | 5. juni 1305 – 20 april 1314 (8 år, 319 dage)             |             | Klemens 5. Papa CLEMENS Quintus                  | Raymond Bertrand de Gouth (eller de Goth eller de Got) | Ca. 1264 Villandraut, Kongeriget Frankrig   | |
| —   | 20. april 1314 – 7. august 1316 (2 år, 79 dage)           | Interregnum | Interregnum                                      | Interregnum                                            | Interregnum                                 | Interregnum                                                                                                   |
| 196 | 7. august 1316 – 4. december 1334 (18 år, 119 dage)       |             | Johannes 22. Papa IOANNES Vicesimus Secundus     | Jacques d'Euse (eller Duèse)                           | Ca. 1244–49 Cahors, Kongeriget Frankrig     | |
| —   | 12. maj 1328– 25. juli 1330 (2 år, 74 dage)               |             | Nikolas 5. Antipapa NICOLAVS Quintus             | Pietro Rainalducci                                     | 1260 Corvaro, Kirkestaten                   | Modpave til Johannes 22.                                                                                      |
| 197 | 20. december 1334 – 25. april 1342 (7 år, 126 dage)       |             | Benedikt 12. Papa BENEDICTVS Duodecimus          | Jacques Fournier                                       | Ca. 1280–85 Saverdun, Kongeriget Frankrig   | |
| 198 | 7. maj 1342 – 6. december 1352 (10 år, 213 dage)          |             | Klemens 6. Papa CLEMENS Sextus                   | Pierre Roger                                           | Ca. 1291 Maumont, Kongeriget Frankrig       | |
| 199 | 18. december 1352 – 12. september 1362 (9 år, 268 dage)   |             | Innocent 6. Papa INNOCENTIVS Sextus              | Étienne Aubert                                         | Ca. 1282 Beyssac, Kongeriget Frankrig       | |
| 200 | 28. september 1362 – 19. december 1370 (8 år, 82 dage)    |             | Salig Urban 5. Papa VRBANVS Quintus              | Guillaume (de) Grimoard                                | Ca. 1309–10 Grizac, Kongeriget Frankrig     | |
| 201 | 30. december 1370 – 27 marts 1378 (7 år, 87 dage)         |             | Gregor 11. Papa GREGORIVS Undecimus              | Pierre Roger de Beaufort                               | Ca. 1329 Maumont, Kongeriget Frankrig       | |
| 202 | 8. april 1378 – 15. oktober 1389 (11 år, 190 dage)        |             | Urban 6. Papa VRBANVS Sextus                     | Bartolomeo Prignano                                    | Ca. 1318 Napoli, Kongeriget Napoli          | |
| —   | 20. september 1378 – 16. september 1394 (15 år, 353 dage) |             | Klemens 7. Antipapa CLEMENS Septimus             | Robert de Genève                                       | 1342 Annecy, Grevskabet Savoyen             | Modpave til Urban 6. og Bonifatius 9.                                                                         |
| —   | 28. september 1394 – 23. maj 1423 (28 år, 237 dage)       |             | Benedikt 13. Antipapa BENEDICTVS Tertius Decimus | Pedro Martínez de Luna y Pérez de Gotor                | 25. november 1328 Illueca, Aragoniens Krone | Modpave til Bonifatius 9., Innocent 7., Gregor 12. og Martin 5., samt modpaverne Alexander 5. og Johannes 23. |
| 203 | 2. november 1389 – 1. oktober 1404 (14 år, 334 dage)      |             | Bonifatius 9. Papa BONIFATIVS Nonus              | Pietro Tomacelli Cybo                                  | Ca. 1348–50 Napoli, Kongeriget Napoli       | |

### 15. århundrede
| Nr. | Pontifikat                                             | Portræt     | Pavenavn                                        | Fødenavn                   | Fødested                                        | Noter                                |
| --- | ------------------------------------------------------ | ----------- | ----------------------------------------------- | -------------------------- | ----------------------------------------------- | ------------------------------------ |
| 204 | 17. oktober 1404 – 6. november 1406 (2 år, 20 dage)    |             | Innocent 7. Papa INNOCENTIVS Septimus           | Cosimo Gentile Migliorati  | 1336–39 Sulmona, Kongeriget Napoli              |                                      |
| 205 | 30. november 1406 – 4. juli 1415 (8 år, 216 dage)      |             | Gregor 12. Papa GREGORIVS Duodecimus            | Angelo Correr              | 14. maj 1324 Venedig, Republikken Venedig       |                                      |
| —   | 30. juni 1409 – 3. maj 1410 (307 dage)                 |             | Alexander 5. Antipapa ALEXANDER Quintus         | Pétros Philárgēs           | 1339 Neápoli, Republikken Venedig               | Modpave til Gregor 12.               |
| —   | 25. maj 1410 – 30. maj 1415 (5 år, 5 dage)             |             | Johannes 23. Antipapa IOANNES Vicesimus Tertius | Baldassarre Cossa          | 1365 Procida, Kongeriget Napoli                 | Modpave til Gregor 12.               |
| —   | 4. juli 1415 – 11. november 1417 (2 år, 136 dage)      | Interregnum | Interregnum                                     | Interregnum                | Interregnum                                     | Interregnum                          |
| 206 | 11. november 1417 – 20. februar 1431 (13 år, 101 dage) |             | Martin 5. Papa MARTINVS Quintus                 | Oddone Colonna             | Januar/februar 1369 Genazzano, Kirkestaten      |                                      |
| —   | 12. november 1425 – 26. juli 1429 (6 år, 49 dage)      |             | Klemens 8. Antipapa CLEMENS Octavus             | Gil Sánchez Muñoz y Carbón | 1369 Teruel, Aragoniens Krone                   | Modpave til Martin 5.                |
| —   | 5. november 1439 – 7. april 1449 (9 år, 153 dage)      |             | Felix 5. Antipapa FELIX Quintus                 | Amadeus 8. af Savoyen      | 4. september 1383 Chambéry, Kongeriget Frankrig | Modpave til Martin 5. og Eugenius 4. |
| 207 | 3. marts 1431 – 23. februar 1447 (15 år, 357 dage)     |             | Eugenius 4. Papa EVGENIVS Quartus               | Gabriele Condulmer         | 1383 Venedig, Republikken Venedig               |                                      |
| 208 | 6. marts 1447 – 24. marts 1455 (8 år, 18 dage)         |             | Nikolas 5. Papa NICOLAVS Quintus                | Tommaso Parentucelli       | 13. november 1397 Sarzana, Republikken Genova   |                                      |
| 209 | 8. april 1455 – 6. august 1458 (3 år, 120 dage)        |             | Callistus 3. Papa CALLISTVS Tertius             | Alfonso de Borja           | 31. december 1378 Canals, Aragoniens Krone      |                                      |
| 210 | 19. august 1458 – 15. august 1464 (5 år, 362 dage)     |             | Pius 2. Papa PIVS Secundus                      | Enea Silvio Piccolomini    | 18. oktober 1405 Pienza, Republikken Siena      |                                      |
| 211 | 30. august 1464 – 26. juli 1471 (6 år, 330 dage)       |             | Paul 2. Papa PAVLVS Secundus                    | Pietro Barbo               | 23. februar 1417 Venedig, Republikken Venedig   |                                      |
| 212 | 9. august 1471 – 12. august 1484 (13 år, 3 dage)       |             | Sixtus 4. Papa XYSTVS Quartus                   | Francesco della Rovere     | 21. juli 1414 Celle Ligure, Republikken Genova  |                                      |
| 213 | 29. august 1484 – 25. juli 1492 (7 år, 331 dage)       |             | Innocent 8. Papa INNOCENTIVS Octavus            | Giovanni Battista Cybo     | 1432 Genova, Republikken Genova                 |                                      |
| 214 | 11. august 1492 – 18. august 1503 (11 år, 7 dage)      |             | Alexander 6. Papa ALEXANDER Sextus              | Roderic Llançol i de Borja | 1. januar 1431 Xàtiva, Aragoniens Krone         |                                      |

### 16. århundrede
| Nr. | Pontifikat                                               | Portræt | Pavenavn                                  | Fødenavn                         | Fødested                                             |
| --- | -------------------------------------------------------- | ------- | ----------------------------------------- | -------------------------------- | ---------------------------------------------------- |
| 215 | 22. september 1503 – 18. oktober 1503 (26 dage)          |         | Pius 3. Papa PIVS Tertius                 | Francesco Todeschini Piccolomini | 29. maj 1439 Siena, Republikken Siena                |
| 216 | 31. oktober 1503 – 21. februar 1513 (9 år, 113 dage)     |         | Julius 2. Papa IVLIVS Secundus            | Giuliano della Rovere            | 5. december 1443 Albisola, Republikken Genova        |
| 217 | 9. marts 1513 – 1. december 1521 (8 år, 267 dage)        |         | Leo 10. Papa LEO Decimus                  | Giovanni di Lorenzo de' Medici   | 11. december 1475 Firenze, Republikken Firenze       |
| 218 | 9. januar 1522 – 14. september 1523 (1 år, 248 dage)     |         | Hadrian 6. Papa HADRIANVS Sextus          | Adriaan Floriszoon Boeyens       | 2. marts 1459 Utrecht, Bispedømmet Utrecht           |
| 219 | 26. november 1523 – 25. september 1534 (10 år, 303 dage) |         | Klemens 7. Papa CLEMENS Septimus          | Giulio di Giuliano de' Medici    | 26. maj 1478 Firenze, Republikken Firenze            |
| 220 | 13. oktober 1534 – 10. november 1549 (15 år, 28 dage)    |         | Paul 3. Papa PAVLVS Tertius               | Alessandro Farnese               | 29. februar 1468 Canino, Kirkestaten                 |
| 221 | 7. februar 1550 – 29. marts 1555 (5 år, 50 dage)         |         | Julius 3. Papa IVLIVS Tertius             | Giovanni Maria Ciocchi del Monte | 10. september 1487 Rom, Kirkestaten                  |
| 222 | 9. april 1555 – 1. maj 1555 (22 dage)                    |         | Marcellus 2. Papa MARCELLVS Secundus      | Marcello Cervini degli Spannochi | 6. maj 1501 Montefano, Kirkestaten                   |
| 223 | 23. maj 1555 – 18. august 1559 (4 år, 87 dage)           |         | Paul 4. Papa PAVLVS Quartus               | Giovanni Pietro Carafa           | 28. juni 1476 Capriglia Irpina, Kongeriget Napoli    |
| 224 | 26. december 1559 – 9. december 1565 (5 år, 348 dage)    |         | Pius 4. Papa PIVS Quartus                 | Giovanni Angelo Medici           | 31. marts 1499 Milano, Hertugdømmet Milano           |
| 225 | 7. januar 1566 – 1. maj 1572 (6 år, 115 dage)            |         | Sankt Pius 5. Papa PIVS Quintus           | Antonio Ghislieri                | 17. januar 1504 Bosco, Hertugdømmet Milano           |
| 226 | 13. maj 1572 – 10. april 1585 (12 år, 332 dage)          |         | Gregor 13. Papa GREGORIVS Tertius Decimus | Ugo Boncompagni                  | 7. januar 1502 Bologna, Kirkestaten                  |
| 227 | 24. april 1585 – 27. august 1590 (5 år, 125 dage)        |         | Sixtus 5. Papa XYSTVS Quintus             | Felice Peretti di Montalto       | 13. december 1521 Grottammare, Kirkestaten           |
| 228 | 15. september 1590 – 27. september 1590 (12 dage)        |         | Urban 7. Papa VRBANVS Septimus            | Giovanni Battista Castagna       | 4. august 1521 Rom, Kirkestaten                      |
| 229 | 5. december 1590 – 16. oktober 1591 (315 dage)           |         | Gregor 14. Papa GREGORIVS Quartus Decimus | Niccolò Sfondrati                | 11. februar 1535 Somma Lombardo, Hertugdømmet Milano |
| 230 | 29. oktober 1591 – 30. december 1591 (62 dage)           |         | Innocent 9. Papa INNOCENTIVS Nonus        | Giovanni Antonio Facchinetti     | 20. juli 1519 Bologna, Kirkestaten                   |
| 231 | 30. januar 1592 – 3. marts 1605 (13 år, 32 dage)         |         | Klemens 8. Papa CLEMENS Octavus           | Ippolito Aldobrandini            | 24. februar 1536 Fano, Kirkestaten                   |

### 17. århundrede
| Nr. | Pontifikat                                             | Portræt | Pavenavn                                      | Fødenavn                        | Fødested                                          |
| --- | ------------------------------------------------------ | ------- | --------------------------------------------- | ------------------------------- | ------------------------------------------------- |
| 232 | 1. april 1605 – 27. april 1605 (26 dage)               |         | Leo 11. Papa LEO Undecimus                    | Alessandro Ottaviano de' Medici | 2. juni 1535 Firenze, Hertugdømmet Firenze        |
| 233 | 16. maj 1605 – 28. januar 1621 (15 år, 257 dage)       |         | Paul 5. Papa PAVLVS Quintus                   | Camillo Borghese                | 17. september 1550 Rom, Kirkestaten               |
| 234 | 9. februar 1621 – 8. juli 1623 (2 år, 149 dage)        |         | Gregor 15. Papa GREGORIVS Quintus Decimus     | Alessandro Ludovisi             | 9. januar 1554 Bologna, Kirkestaten               |
| 235 | 6. august 1623 – 29. juli 1644 (20 år, 358 dage)       |         | Urban 8. Papa VRBANVS Octavus                 | Maffeo Barberini                | 5. april 1568 Firenze, Hertugdømmet Firenze       |
| 236 | 15. september 1644 – 7. januar 1655 (10 år, 114 dage)  |         | Innocent 10. Papa INNOCENTIVS Decimus         | Giovanni Battista Pamphilj      | 6. maj 1574 Rom, Kirkestaten                      |
| 237 | 7. april 1655 – 22. maj 1667 (12 år, 45 dage)          |         | Alexander 7. Papa ALEXANDER Septimus          | Fabio Chigi                     | 13. februar 1599 Siena, Storhertugdømmet Toscana  |
| 238 | 20. juni 1667 – 9. december 1669 (2 år, 172 dage)      |         | Klemens 9. Papa CLEMENS Nonus                 | Giulio Rospigliosi              | 28. januar 1600 Pistoia, Storhertugdømmet Toscana |
| 239 | 29. april 1670 – 22. juli 1676 (6 år, 84 dage)         |         | Klemens 10. Papa CLEMENS Decimus              | Emilio Bonaventura Altieri      | 13. juli 1590 Rom, Kirkestaten                    |
| 240 | 21. september 1676 – 12. august 1689 (12 år, 325 dage) |         | Salig Innocent 11. Papa INNOCENTIVS Undecimus | Benedetto Odescalchi            | 16. maj 1611 Como, Hertugdømmet Milano            |
| 241 | 6. oktober 1689 – 1. februar 1691 (1 år, 118 dage)     |         | Alexander 8. Papa ALEXANDER Octavus           | Pietro Vito Ottoboni            | 22. april 1610 Venedig, Republikken Venedig       |
| 242 | 12. juli 1691 – 27. september 1700 (9 år, 77 dage)     |         | Innocent 12. Papa INNOCENTIVS Duodecimus      | Antonio Pignatelli              | 13. marts 1615 Spinazzola, Kongeriget Napoli      |

### 18. århundrede
| Nr. | Pontifikat                                           | Portræt     | Pavenavn                                                 | Fødenavn                             | Fødested                                               |
| --- | ---------------------------------------------------- | ----------- | -------------------------------------------------------- | ------------------------------------ | ------------------------------------------------------ |
| 243 | 23. november 1700 – 19. marts 1721 (20 år, 116 dage) |             | Klemens 11. Papa CLEMENS Undecimus                       | Giovanni Francesco Albani            | 23. juli 1649 Urbino, Kirkestaten                      |
| 244 | 8. maj 1721 – 7. marts 1724 (2 år, 304 dage)         |             | Innocent 13. Papa INNOCENTIVS Tertius Decimus            | Michelangelo dei Conti               | 13. maj 1655 Poli, Kirkestaten                         |
| 245 | 29. maj 1724 – 21. februar 1730 (5 år, 268 dage)     |             | Guds tjener Benedikt 13. Papa BENEDICTVS Tertius Decimus | Pietro Francesco Orsini              | 2. februar 1649 Gravina in Puglia, Kongeriget Napoli   |
| 246 | 12. juli 1730 – 6. februar 1740 (9 år, 209 dage)     |             | Klemens 12. Papa CLEMENS Duodecimus                      | Lorenzo Corsini                      | 7. april 1652 Firenze, Storhertugdømmet Toscana        |
| 247 | 17. august 1740 – 3. maj 1758 (17 år, 259 dage)      |             | Benedikt 14. Papa BENEDICTVS Quartus Decimus             | Prospero Lorenzo Lambertini          | 31. marts 1675 Bologna, Kirkestaten                    |
| 248 | 6. juli 1758 – 2. februar 1769 (10 år, 211 dage)     |             | Klemens 13. Papa CLEMENS Tertius Decimus                 | Carlo della Torre di Rezzonico       | 7. marts 1693 Venedig, Republikken Venedig             |
| 249 | 19. maj 1769 – 22. september 1774 (5 år, 126 dage)   |             | Klemens 14. Papa CLEMENS Quartus Decimus                 | Giovanni Vincenzo Antonio Ganganelli | 31. oktober 1705 Santarcangelo di Romagna, Kirkestaten |
| 250 | 15. februar 1775 – 29. august 1799 (24 år, 195 dage) |             | Pius 6. Papa PIVS Sextus                                 | Count Giovanni Angelo Braschi        | 25. december 1717 Cesena, Kirkestaten                  |
| —   | 29. august 1799 – 14. marts 1800 (197 dage)          | Interregnum | Interregnum                                              | Interregnum                          | Interregnum                                            |

### 19. århundrede
| Nr. | Pontifikat                                             | Portræt | Pavenavn                                 | Fødenavn                                                                         | Fødested                                        |
| --- | ------------------------------------------------------ | ------- | ---------------------------------------- | -------------------------------------------------------------------------------- | ----------------------------------------------- |
| 251 | 14. marts 1800 – 20. august 1823 (23 år, 159 dage)     |         | Guds tjener Pius 7. Papa PIVS Septimus   | Grev Barnaba Niccolò Maria Luigi Chiaramonti                                     | 14. august 1742 Cesena, Kirkestaten             |
| 252 | 28. september 1823 – 10. februar 1829 (5 år, 135 dage) |         | Leo 12. Papa LEO Duodecimus              | Grev Annibale Francesco Clemente Melchiore Girolamo Nicola Sermattei della Genga | 22. august 1760 Genga, Kirkestaten              |
| 253 | 31. marts 1829 – 30. november 1830 (1 år, 244 dage)    |         | Pius 8. Papa PIVS Octavus                | Francesco Saverio Castiglioni                                                    | 20. november 1761 Cingoli, Kirkestaten          |
| 254 | 2. februar 1831 – 1. juni 1846 (15 år, 119 dage)       |         | Gregor 16. Papa GREGORIVS Sextus Decimus | Bartolomeo Alberto Cappellari                                                    | 18. september 1765 Belluno, Republikken Venedig |
| 255 | 16. juni 1846 – 7. februar 1878 (31 år, 236 dage)      |         | Salig Pius 9. Papa PIVS Nonus            | Grev Giovanni Maria Mastai-Ferretti                                              | 13. maj 1792 Senigallia, Kirkestaten            |
| 256 | 20. februar 1878 – 20. juli 1903 (25 år, 150 dage)     |         | Leo 13. Papa LEO Tertius Decimus         | Gioacchino Vincenzo Raffaele Luigi Pecci                                         | 2. marts 1810 Carpineto Romano, Franske Rige    |

### 20. århundrede
| Nr. | Pontifikat                                           | Portræt | Pavnenavn                                           | Fødenavn                                       | Fødested                                             |
| --- | ---------------------------------------------------- | ------- | --------------------------------------------------- | ---------------------------------------------- | ---------------------------------------------------- |
| 257 | 4. august 1903 – 20. august 1914 (11 år, 16 dage)    |         | Sankt Pius 10. Papa PIVS Decimus                    | Giuseppe Melchiorre Sarto                      | 2. juni 1835 Riese, Kongeriget Lombardien-Venetien   |
| 258 | 3. september 1914 – 22. januar 1922 (7 år, 141 dage) |         | Benedikt 15. Papa BENEDICTVS Quintus Decimus        | Giacomo Paolo Giovanni Battista Della Chiesa   | 21. november 1854 Genova, Kongeriget Sardinien       |
| 259 | 6. februar 1922 – 10 februar 1939 (17 år, 4 dage)    |         | Pius 11. Papa PIVS Undecimus                        | Achille Ambrogio Damiano Ratti                 | 31. maj 1857 Desio, Kongeriget Lombardien-Venetien   |
| 260 | 2. marts 1939 – 9. oktober 1958 (19 år, 221 dage)    |         | Ærværdig Pius 12. Papa PIVS Duodecimus              | Eugenio Maria Giuseppe Giovanni Pacelli        | 2. marts 1876 Rom, Kongeriget Italien                |
| 261 | 28. oktober 1958 – 3. juni 1963 (4 år, 218 dage)     |         | Sankt Johannes 23. Papa IOANNES Vicesimus Tertius   | Angelo Giuseppe Roncalli                       | 25. november 1881 Sotto il Monte, Kongeriget Italien |
| 262 | 21. juni 1963 – 6. august 1978 (15 år, 46 dage)      |         | Sankt Paul 6. Papa PAVLVS Sextus                    | Giovanni Battista Enrico Antonio Maria Montini | 26. september 1897 Concesio, Kongeriget Italien      |
| 263 | 26. august 1978 – 28. september 1978 (33 dage)       |         | Salig Johannes Paul 1. Papa IOANNES PAVLVS Primus   | Albino Luciani                                 | 17. oktober 1912 Canale d'Agordo, Kongeriget Italien |
| 264 | 16. oktober 1978 – 2. april 2005 (26 år, 168 dage)   |         | Sankt Johannes Paul 2. Papa IOANNES PAVLVS Secundus | Karol Józef Wojtyła                            | 20. maj 1920 Wadowice, Republikken Polen             |

## 3. årtusinde

### 21. århundrede
| Nr. | Pontifikat                                         | Portræt                         | Pavenavn                                    | Fødenavn                  | Fødested                                  |
| --- | -------------------------------------------------- | ------------------------------- | ------------------------------------------- | ------------------------- | ----------------------------------------- |
| 265 | 19. april 2005 – 28. februar 2013 (7 år, 315 dage) | Photograph of Pope Benedict XVI | Benedikt 16. Papa BENEDICTVS Decimus Sextus | Joseph Aloisius Ratzinger | 16. april 1927 Marktl, Tyske Rige         |
| 266 | 13. marts 2013 – 21. april 2025 (12 år, 39 dage)   | Photograph of Pope Francis      | Frans Papa FRANCISCVS                       | Jorge Mario Bergoglio     | 17. december 1936 Buenos Aires, Argentina |
| 267 | 8. maj 2025 – i dag (0)                            |                                 | Leo 14. Papa LEO Quartus Decimus            | Robert Francis Prevost    | 14. september 1955 Chicago, Illinois, USA |